# Cotxinilla acanalada

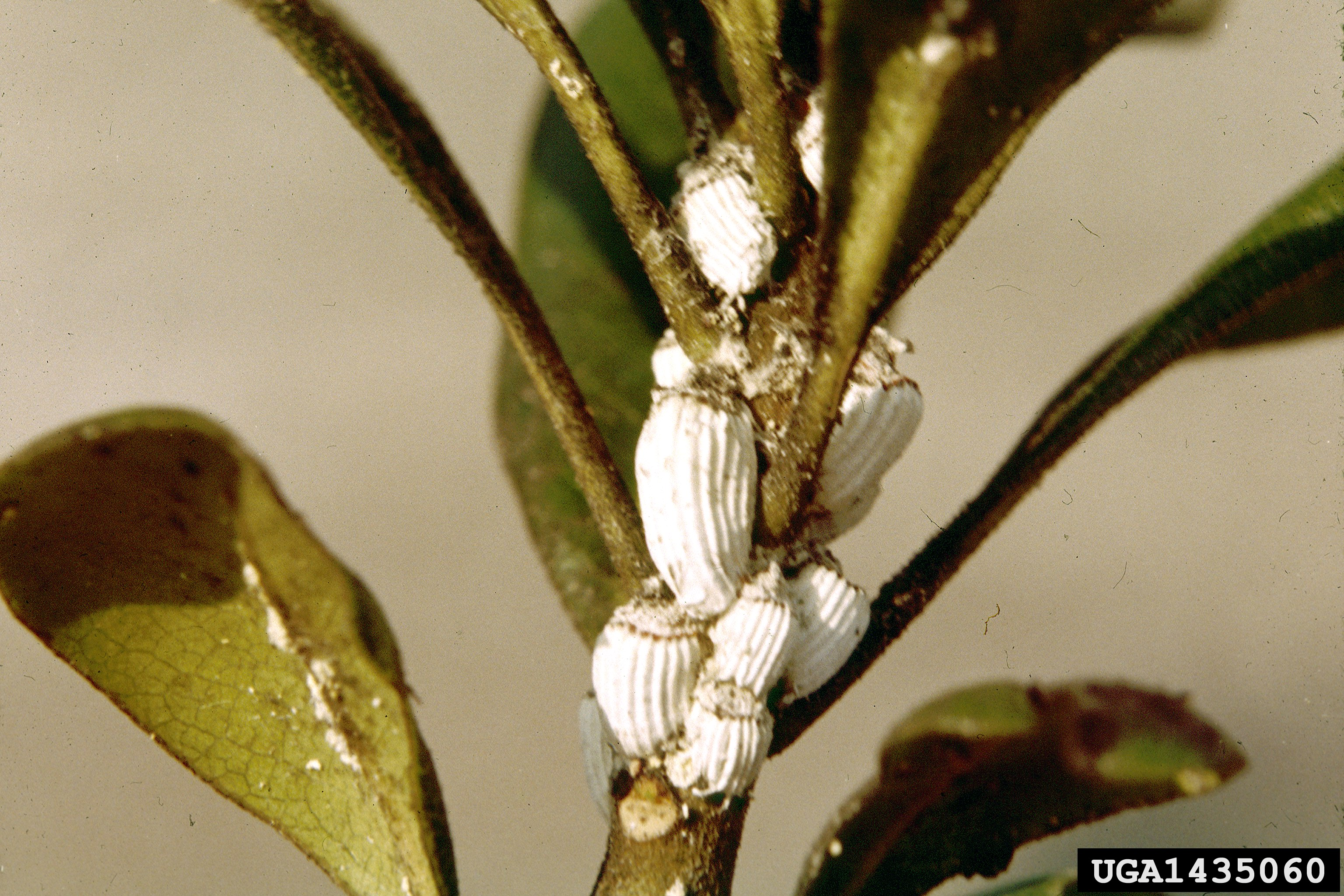
Petita colònia

La cotxinilla acanalada (Icerya purchasi) és una cotxinilla que s'alimenta de la saba de diverses plantes llenyoses, especialment dels cítrics i dels ornamentals Pittosporum. Es va identificar primer a Nova Zelanda l'any 1878 on era una plaga de la mimosa espinosa. Actualment es troba arreu del món on es cultivin els cítrics.

## Cicle biològic

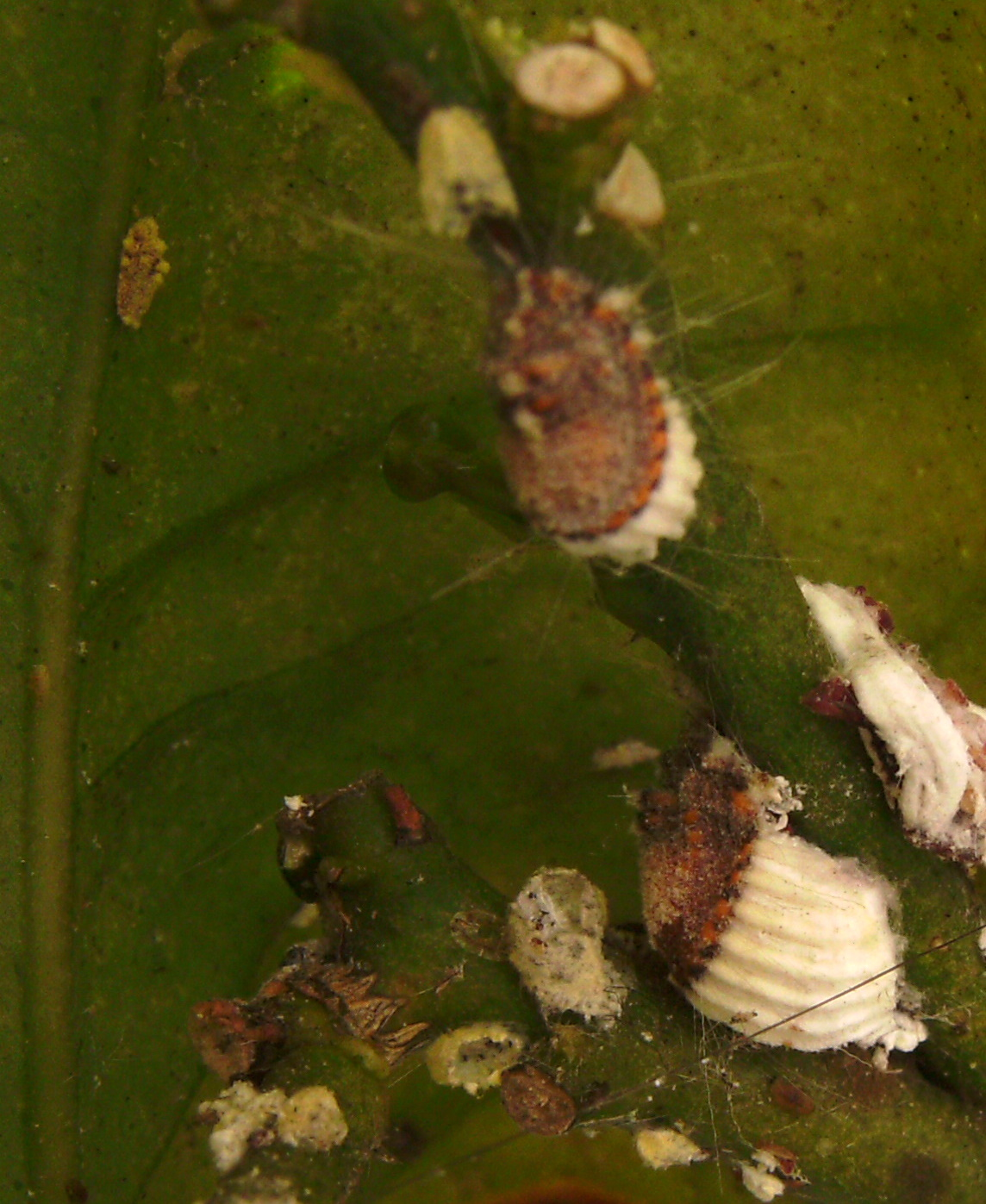
Diversos estadis del cicle biològic, els adults tenen un escut marró rogenc i la resta del cos blanc, les nimfes són més petites i del color de l'escut dels adults

Infesta brots i branques. L'insecte madur és hermafrodita i rarament es veuen individus que siguin mascles. Fa uns 5 mm de llarg. La seva forma és oval amb l'escut de color marró vermellenc i envoltat de llargs pèls negres. Quan l'insecte madura roman pràcticament estacionari, dins del seu cos hostatja centenars d'ous vermells. Les nimfes que surten de l'ou es dispersen i són les que fan els danys més importants en alimentar-se de les venes de les fulles i dels brots petits. Muden diverses vegades. El seu cicle és altament dependent de la temperatura i viuen durant més temps si les temperatures són relativament baixes.
A més dels danys directes, secreten mel de melada que atrau algunes espècies de formigues i a causa de la qual apareix la negreta cobrint les fulles.

## Control biològic

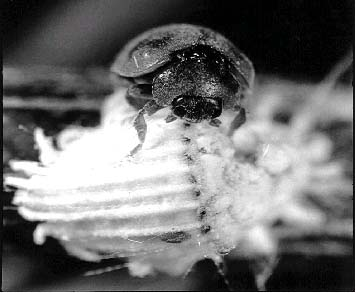
Rodolia cardinalis predador d'aquesta cotxinilla

És tracta d'un insecte important, per ser un dels primers èxits en l'aplicació de control biològic. Es va utilitzar el coleòpter, parent de la marieta (Rodolia cardinalis) el 1888-1889 per part de l'entomòleg Charles Valentine Riley i es va aconseguir reduir el grau d'infecció de la plaga i salvar la indústria californiana dels cítrics.
Més tard es va introduir el dípter Cryptochaetum iceryae com a controlador addicional. Només es recomana usar insecticides si el control biològic no està disponible.